# Brama Sierpecka w Rypinie
Brama Sierpecka w Rypinie – nieistniejąca już brama miejska w Rypinie, zbudowana na początku XIV wieku, a rozebrana w grudniu 1939 roku.
Brama została zbudowana w czasie panowania krzyżackiego, na początku XIV wieku. Znana jest z wielu przekazów źródłowych m.in.: z dwu akwareli nieznanego malarza nadesłanych na konkurs ogłoszony przez Uniwersytet Warszawski w 1841 roku. Brama miała kształt kwadratu z ostrołucznymi przejazdami, wysuniętą obustronnie przed lico muru obronnego. Bramę zamykała brona, której prowadnice mieściły się w dwóch płaskich przyporach, flankujących zewnętrzny przejazd. Nad głównym otworem bramnym znajdowało się małe okienko. 
Rozebrana została na rozkaz niemieckich władz okupacyjnych przez miejscowych Żydów w grudniu 1939 roku.